# Delavalia stephensoni
Delavalia stephensoni is een eenoogkreeftjessoort uit de familie van de Miraciidae. De wetenschappelijke naam van de soort is voor het eerst geldig gepubliceerd in 1984 door Greenwood & Tucker.